# Otakar Vávra
Otakar Vávra (født 28. februar 1911 i Hradec Králové, død 15. september 2011 i Prag) var en tjekkisk filminstruktør.